# Saint-Floris
Saint-Floris är en kommun i departementet Pas-de-Calais i regionen Hauts-de-France i norra Frankrike. Kommunen ligger i kantonen Lillers som tillhör arrondissementet Béthune. År 2022 hade Saint-Floris 629 invånare.

## Befolkningsutveckling
Antalet invånare i kommunen Saint-Floris
| Referens: INSEE |